# هايبوسيفالوس جوزيف سميث
هايبوسيفالوس جوزيف سميث (المعروف أيضًا باسم هايبوسيفالوس شيشنق أو الرسم التوضيحي رقم 2) كان قطعة من بردية، جزء من مجموعة أكبر من البرديات المعروفة باسم برديات جوزيف سميث. البرديات هي قطع جنائزية بردية مصرية من طيبة القديمة يعود تاريخها بين 300 و100 قبل الميلاد، والتي، إلى جانب أربعة مومياوات، كانت مملوكة لجوزيف سميث، مؤسس حركة قديسي الأيام الأخيرة. اسم المالك شيشنق مكتوب في النص الهيروغليفي على الهايبوسيفالوس. اشترى سميث المومياوات ووثائق البردي من عارض متنقل في كيرتلاند، أوهايو في عام 1835.:{{{1}}} قال سميث إن الهايبوسيفالوس يحتوي على سجلات الآباء القدماء إبراهيم. في عام 1842، نشر سميث الجزء الأول من كتاب إبراهيم، الذي قال إنه ترجمة مُلهَمة من البرديات. يتفق العلماء المورمون وغير المورمون على أن الشخصيات على البرديات الباقية لا تتطابق مع ترجمة سميث.

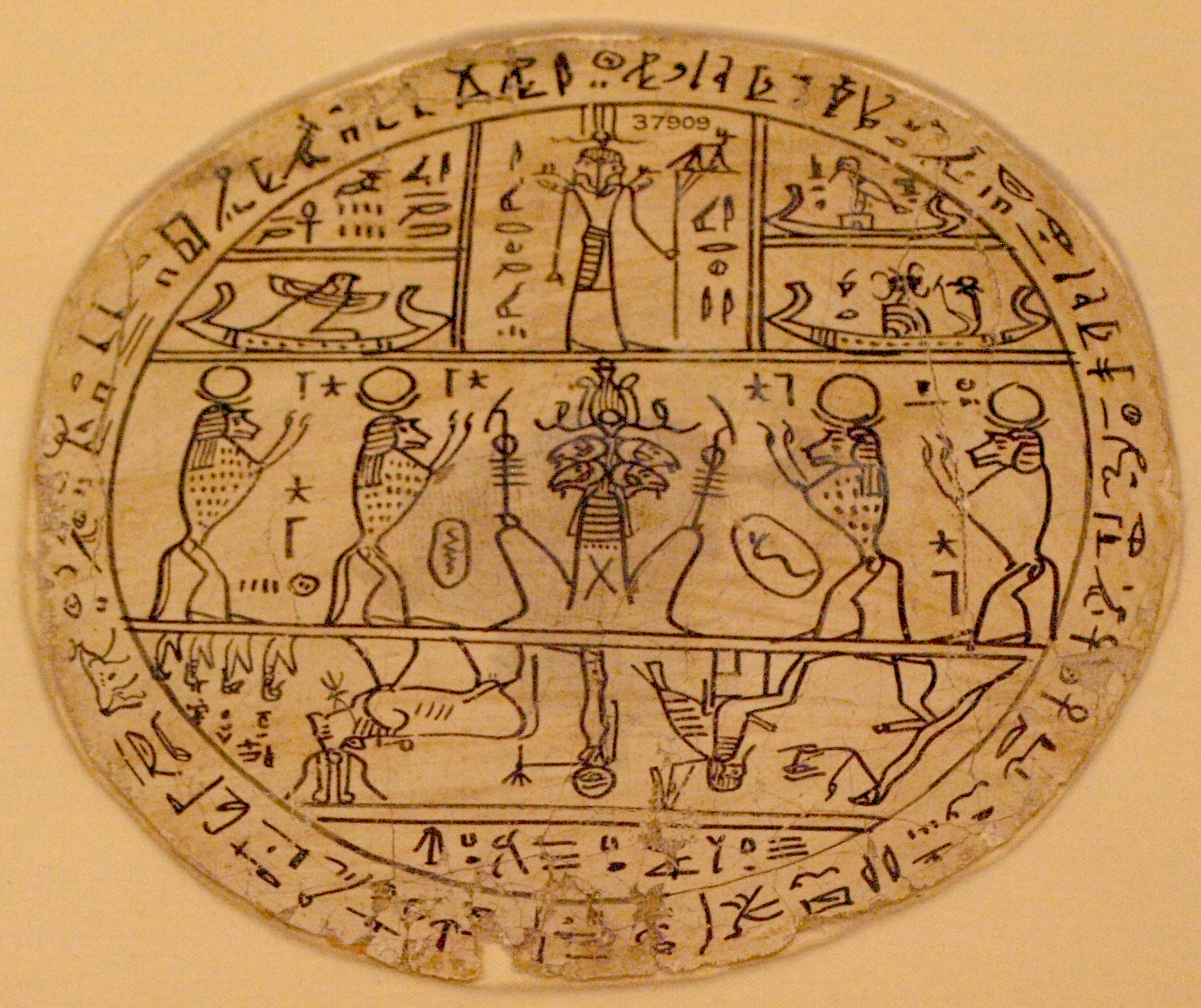
هايبوسيفالوس مشابه من حوالي 300 قبل الميلاد

العديد من الهايبوسيفالوس في المتحف البريطاني مشابهة جدًا لهايبوسيفالوس جوزيف سميث من حيث التخطيط والنص، وقد تم اكتشافها أيضًا في طيبة، مصر. وهناك هايبوسيفالوس أخرى تشبه بشكل كبير.
تم نشر صورة منقوشة على الخشب للهايبوسيفالوس لأول مرة في عام 1842 في جريدة قديسي الأيام الأخيرة Times and Seasons، قبل وفاة جوزيف سميث بعامين. تم تضمين هذه الصورة كواحدة من عدة ملاحق لكتاب كتاب إبراهيم، حيث يطلق عليها التوضيح رقم 2. لقد اعتبر كتاب إبراهيم كتابًا قانونيًا نص مقدس كجزء من اللؤلؤة الثمينة من قبل أعضاء كنيسة يسوع المسيح لقديسي الأيام الأخيرة (كنيسة LDS) منذ عام 1880. حالة وموقع الوثيقة الأصلية غير معروفين.

## الهايبوسيفالوس

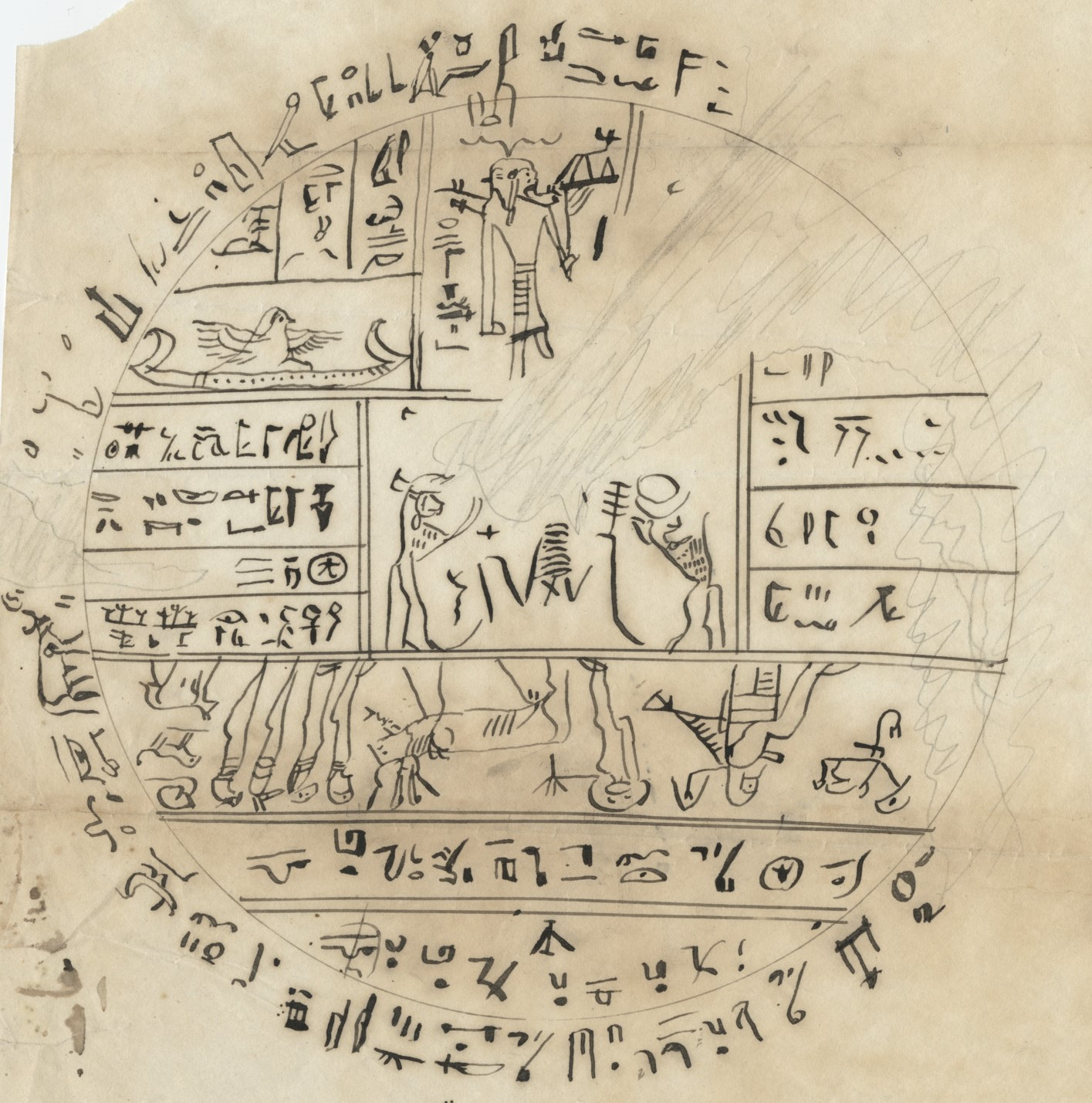
نسخة من الوثيقة الأصلية المملوكة لسميث تظهر الأجزاء المفقودة، من أوراق كيرتلاند المصرية

الهايبوسيفالوس هي أشياء صغيرة على شكل أقراص، تُصنع عادةً من كتان مغطى بالجص، ولكنها تصنع أيضًا من بردية، برونز، ذهب، خشب، أو طين، والتي كان يضعها المصريون القدماء من العصر المتأخر وما بعده تحت رؤوس موتاهم.
كان يُعتقد أنها تحمي المتوفى، مما يتسبب في إحاطة الرأس والجسم بالضوء والدفء، وبالتالي تجعل المتوفى إلهيًا. كان الهايبوسيفالوس يرمز إلى عين رع (لاحقًا عين حورس)، التي كانت تمثل الشمس، والمشاهد المصورة عليها تتعلق بأفكار المصريين عن القيامة والحياة بعد الموت، مما يربطها بأسطورة قيامة أوزيريس.
بالنسبة للمصريين القدماء، كان غروب الشمس وطلوعها اليومي رمزًا للموت والبعث. كان الهايبوسيفالوس يمثل كل ما يحيط بالشمس - عالم الأحياء، الذي كانت تمر به خلال النهار، يُصور في النصف العلوي، وعالم الموتى، الذي كانت تعبره خلال الليل، في الجزء السفلي.
كانت جزءًا من مواد الدفن التي أنشأها المصريون من الأسرة السادسة والعشرين (600 قبل الميلاد) فصاعدًا وتُعتبر مغايرة زمنيًا للفترة التي كان من المفترض أن يعيش فيها إبراهيم التوراتي. يحتوي الفصل 162 من كتاب الموتى في نسخته من تلك الفترة على تعليمات لصنع واستخدام الهايبوسيفالوس.

تفسير عالم المصريات الحديث للمشهد السفلي من الهايبوسيفالوس. نحبكاو (يسار) برأس صقر وجسم ثعبان يقدم عين رع لمين الجالس. واجيت (في الوسط)، التي تمثل رأسها عين رع، تحمل زهرة اللوتس خلف حتحور على هيئة بقرة، والتي تواجه أبناء حورس الأربعة (يمين).

## تفسير الصور (الأشكال من رقم 1 إلى 7، 22-23)
لا يزال هناك بعض الغموض حول كيفية نطق هذه الأسماء والنصوص المصرية.
تمت إضافة الأرقام التي تُعنون الأشكال لتتوافق مع الشروحات التي قدمها جوزيف سميث للصور والنصوص.

### الشكل رقم 1
ب: تفصيل الأشكال 1، 22، 23.
وُصف الشكل 1 بأنه الإله رع-أتوم، وعادة ما يصور بأربعة رؤوس. النسخة الأصلية مفقود منها جزء الرأس، ومن المحتمل أن سميث نسخ الرؤوس والأكتاف من الشكل 2.:{{{1}}} مصادر أخرى تشير إلى أنه يصور خنوم.[بحاجة لمصدر]
على يسار المركز يوجد صولجان واس أو صولجان يشبهه يُسمى چعم.:56
وصف جوزيف سميث الشكل 1 بـ:
كولوب، التي تعني الخلق الأول، الأقرب إلى السماوي، أو مسكن الله. أول في الحكومة، الأخير فيما يتعلق بقياس الوقت. القياس وفقًا للوقت السماوي، الذي يشير إلى أن يومًا واحدًا يعادل مكعبًا. يوم واحد في كولوب يعادل ألف سنة وفقًا لقياس هذه الأرض، التي يسميها المصريون جَه-أوه-إه.

### الأشكال رقم 22 و 23
الأشكال 22 و 23 هي قردة تحمل أقراصًا قمرية فوق رؤوسها.[بحاجة لرقم الصفحة]
وصف جوزيف سميث الأشكال 22 و 23 بأنها: "وسيلة كلي-فلوس-إس-إيس، أو هاه-كو-كاه-بيم، النجوم التي تمثلها الأرقام (الأشكال) 22 و 23، تتلقى الضوء من دوران كولوب."

### الشكل رقم 2

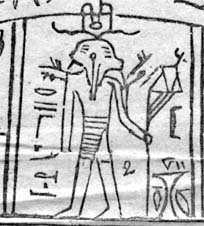
تفصيل الشكل رقم 2

على أكتافه رؤوس ابن آوى. في يده اليسرى يحمل عصا وبواوت. الشكل إلى اليمين لم يكن موجودًا في النسخة الأصلية التالفة.[بحاجة لرقم الصفحة]
ذكر جوزيف سميث أن هذا الشكل:
يقف بجانب كولوب، ويدعى من قبل المصريين أوليبليش، وهو الخلق الكبير التالي بالقرب من السماوي أو المكان الذي يقيم فيه الله؛ يحمل مفتاح القوة أيضًا، المتعلق بالكواكب الأخرى؛ كما كشف الله لإبراهيم، عندما قدم الذبيحة على مذبح، الذي بناه للرب.

### الشكل رقم 3
الشكل 3 يقع في الجزء المفقود من الهيبوسيفالوس. قبل الطباعة، تم ملء هذا الجزء. تم استبدال النص الموجود على الحافة المحيطة بالشكل بنص من كتاب تنفس حور غير ذي الصلة. وبالمثل، فإن الشكل 3 غريب أيضًا عن الهيبوسيفالوس.[بحاجة لمصدر] على الرغم من التشابه اللافت، يشعر نيبلي وبعض المدافعين الآخرين أن القارب ملهم، لأن القوارب تظهر أحيانًا في هذا القسم من الهيبوسيفالي. يجادل علماء المصريات بأن إدراج جوزيف سميث (أو نقاشيه) غير ذي صلة، مثل النص المحيط. [بحاجة لرقم الصفحة]
ب: تفصيل الشكل رقم 3.
ج: لفافة تا-شريت-مين، التي من المحتمل أن تكون قد نسخت منها الشكل رقم 3.
يوجد أيضًا على القارب منصة للقرابين. الشخصيتان الموجودتان في أقصى اليسار قد تكونان محاولة لنقش dp.t ntr، والتي تترجم إلى "السفينة الإلهية":[بحاجة لمصدر]
| R8 | P1 |

تفسير جوزيف سميث:
يمثل الله جالسًا على عرشه، مرتديًا قوة وسلطة؛ مع تاج من الضوء الأبدي على رأسه؛ يمثل أيضًا الكلمات الرئيسية للكهنوت المقدس، كما كشف لآدم في جنة عدن، وكذلك لسيث ونوح وملكيصادق وإبراهيم وجميع من كشف لهم الكهنوت.

### الشكل رقم 4
صقر يمثل سوكار[بحاجة لرقم الصفحة] جالسًا على نعش ممدود، بأجنحة ممدودة، جالسًا على قارب من البردي. تنص نصوص التوابيت: "يأخذ السفينة التي يبلغ طولها 1000 ذراع من النهاية إلى النهاية ويبحر بها إلى سلم النار."[بحاجة لمصدر]
تفسير جوزيف سميث:
يجيب على الكلمة العبرية راوكيانغ (قبة السماء)، التي تعني الامتداد، أو الجلد السماوي؛ وأيضًا رمز رقمي، في المصرية يعني ألف؛ يجيب على قياس وقت أوليبليش، الذي يعادل كولوب في دورانه وفي قياسه للوقت.

### الشكل رقم 5
بقرة تمثل حتحور، البقرة السماوية.[بحاجة لرقم الصفحة] خلفها توجد شخصية أنثوية واقفة برأس يظهر عليه عين حورس وهي تحمل زهرة زنبق الماء في يدها اليسرى.[بحاجة لرقم الصفحة]
تفسير جوزيف سميث: "تسمى في المصرية إنش-جو-أون-دوش؛ وهذا هو أحد الكواكب الحاكمة أيضًا، ويقال من قبل المصريين إنه الشمس، وأنه يستمد نوره من كولوب من خلال وسيلة كاي-إي-فانراش، وهو المفتاح العظيم، أو بعبارة أخرى، القوة الحاكمة، التي تحكم خمسة عشر كوكبًا أو نجمًا ثابتًا آخر، وكذلك فلويس أو القمر، الأرض والشمس في دوراتهم السنوية. هذا الكوكب يتلقى قوته من خلال وسيلة كلي-فلوس-إيس-إيس، أو ها-كو-كاو-بيام، النجوم الممثلة بالأرقام 22 و23، تتلقى الضوء من دورات كولوب."

### الشكل رقم 6
أربعة شخصيات واقفة تمثل أبناء حورس الأربعة.[بحاجة لرقم الصفحة] هم الآلهة الحامية للرئتين، الكبد، المعدة والأمعاء،[بحاجة لرقم الصفحة] وكانوا آلهة الأرباع الأربعة للأرض.[بحاجة لمصدر]
تفسير جوزيف سميث: "يمثل هذا الأرض في أرباعها الأربعة."

### الشكل رقم 7
| 1 | Hypocephalus نموذجي |
| 2 | تفسير حديث          |

| 3 | نسخة يدوية من hypocephalus سميث تظهر المناطق المفقودة |
| 4 | النسخة الحالية من LDS                                 |

| 1 | Hypocephalus نموذجي |
| 2 | تفسير حديث          |

| 3 | نسخة يدوية من hypocephalus سميث تظهر المناطق المفقودة |
| 4 | النسخة الحالية من LDS                                 |

تم تحديد الشخصية الجالسة بأنها إله الخصوبة مين[بحاجة لمصدر] (غالبًا ما يتم توفيقه مع آمون)[بحاجة لرقم الصفحة] الذي يحمل سوط. يتفق العلماء من LDS وغير LDS على أن الصورة تبدو كأنها لشخصية إتيفاليسي (أي موصوفة بقضيب منتصب). على اليسار، توجد شخصية تُعرف بأنها إله الثعبان نحبكاو برأس صقر (غالبًا ما يُصور أيضًا كإتيفاليس)، يقدم عين رع.[بحاجة لرقم الصفحة]

تفسير جوزيف سميث:
يمثل الله جالسًا على عرشه، كاشفًا من خلال السماوات الكلمات الرئيسية الكبرى للكهنوت؛ وأيضًا، علامة الروح القدس لابراهيم، في شكل حمامة.
تم إزالة القضيب للشخصية التي قال سميث إنها تمثل الله في إعادة طبع النسخة المطابقة من قبل كنيسة LDS في عام 1913، ولكن تم استعادته في الإصدارات الأحدث.

## النص على اليسار (الأشكال رقم 8-11)
| الشكل رقم 11 | Detail of Figure No. 11 | "يا إله، نائم في الوقت"                    |
| الشكل رقم 10 | Detail of Figure No. 10 | "في البداية. إله عظيم، سيد السماء والأرض،" |
| الشكل رقم 9  | Detail of Figure No. 9  | "وتحت الأرض والمياه" (تالف في الأصل.)      |
| الشكل رقم 8  | Detail of Figure No. 8  | "امنح أن تعيش با أوزيريس شيشونك."          |
| ------------ | ----------------------- | ------------------------------------------ |

قدم ثيودول ديفيريا الترجمة التالية: "يا إله العظيم في سخيم؛ يا إله العظيم، سيد السماء، الأرض والجحيم. ... أوزيريس سيسنك."
قدم روبرت ك. ريتنر الترجمة التالية: "يا إله نبيل من بداية الزمن، إله عظيم، سيد السماء، الأرض، العالم السفلي، المياه [والجبال،] اجعل روح البا لأوزيريس شيشونك يعيش." (الأقواس والمائل في الأصل)
قال جوزيف سميث عن الشكل 8 بشكل خاص، "يحتوي على كتابات لا يمكن كشفها للعالم؛ ولكن يجب أن تكون في الهيكل المقدس لله."

## النص على اليمين (الأشكال رقم 12-15)
| الشكل رقم 12 | Detail of Figure No. 12 |
| الشكل رقم 13 | Detail of Figure No. 13 |
| الشكل رقم 14 | Detail of Figure No. 14 |
| الشكل رقم 15 | Detail of Figure No. 15 |
| ------------ | ----------------------- |

الجزء الأيمن من هذه الشخصيات هو كتابة هيراطيقية ويبدو أنه تم نسخه من بردية جوزيف سميث XI.[بحاجة لمصدر]
تتضمن الشخصية sn-sn:
| N35 · O34 | N35 · O34 |

عرف فال سيدرهولم[نشر ذاتي؟][هل المصدر موثوق به؟] أن الآثار الباقية من المحتوى الأصلي تتوازى مع hypocephali الأخرى، واقترح قراءة j nTr pfy 'A, 'nx m TAw, jw m mw: 'q r' jw [=r] sDm md.t=f. [Mj n] Wsjr، مشيرًا إلى أن "المنفذ، الذي يستدعي ذلك الإله الخاص، الذي يعيش بالتنفس، الذي يفاوض المياه، يتوسل من الأعماق: لينزل رع ليسمع كلمات أوزيريس! تعال إلى شيشونك، الذي مات!"[نشر ذاتي؟][هل المصدر موثوق به؟]

## النص في الأسفل (الأشكال رقم 16-17)
| Detail of Figure No. 17                                     |
| Detail of Figure No. 16                                     |
| الشكل رقم 17:(nn) نفي قوي. (thy)تدنيس. (h3t)قبر.            |
| الشكل رقم 16: "لا يجب أن يُزعج مع سيده في الدوات إلى الأبد." |
| ----------------------------------------------------------- |

## النص حول الحافة (الشكل رقم 18)
ثلث الحافة يحتوي على أحرف مأخوذة من بردية أخرى، منسوخة رأساً على عقب وبدون صلة أدبية بالثلثين الأصليين.
ترجمها ريتنر كالتالي:
أنا المعاقب في قصر بنبن في هليوبوليس، المعظم بشكل كبير، الفعال بشكل كبير، الثور المتزاوج الذي لا يضاهى، هذا الإله العظيم في قصر بنبن في هليوبوليس، [... تعال إلى أوزيريس شيشونك، المبرر، ابن...]. هو ذلك الإله العظيم في بيت النبيل.

## النص في أعلى اليسار (الأشكال رقم 19-21، مرقمة 19,21-22 في Times and Seasons)
| Detail of Figure No. 21 | Detail of Figure No. 20 | Detail of Figure No. 19 |
| "ها أنت على الدوام"     | "كإلهك هذا"             | "في(من) بوسيريس"        |
| ----------------------- | ----------------------- | ----------------------- |